# أربيان راشيا
أربيان راشيا (الاسم العلمي: Anthemis rascheyana) هو نوع نباتي يتبع جنس الأربيان من الفصيلة النجمية.

## الموئل والانتشار
في بلاد الشام.